# Molen bij maanlicht
Molen bij maanlicht is een schilderij van de Nederlandse schilder Piet Mondriaan in het Kunstmuseum Den Haag.

## Voorstelling
Het stelt waarschijnlijk de Oostzijdse Molen voor aan het riviertje het Gein bij Abcoude. Mondriaan heeft deze molen in de periode 1902-1908 meer dan twintig keer geschilderd.

## Toeschrijving
Het schilderij is rechtsonder gesigneerd ‘Piet Mondriaan’.

## Herkomst
Het werk is afkomstig uit de verzameling van Eduard van Dam in Amsterdam. Op 29 oktober 1929 werd het geveild tijdens de verkoping van de verzameling van de ‘Wed. van Dam-Rozendaal’ bij veilinghuis Mensing in Amsterdam. In 1939 werd het geschonken aan het Gemeentemuseum Den Haag door de Haagse schilder Jos Gosschalk.